# Lijst van voetbalinterlands Kroatië - Nederland (vrouwen)
Deze lijst van voetbalinterlands is een overzicht van alle voetbalwedstrijden tussen de nationale vrouwenteams van Kroatië en Nederland. Kroatië en Nederland hebben twee keer tegen elkaar gespeeld. De wedstrijd was op 22 oktober 2011 in Vrbovec. De laatste confrontatie was op 24 november 2011 in Den Haag.

## Wedstrijden
| № | Plaats   | Datum            | Competitie           | Wedstrijd           | Uitslag |
| - | -------- | ---------------- | -------------------- | ------------------- | ------- |
| 1 | Vrbovec  | 22 oktober 2011  | EK 2013 kwalificatie | Kroatië − Nederland | 0 − 3   |
| 2 | Den Haag | 24 november 2011 | EK 2013 kwalificatie | Nederland − Kroatië | 2 − 0   |

## Samenvatting
| Competitie      | Totaal gespeeld | Winst Kroatië | Gelijk | Winst Nederland | Doelsaldo Kroatië – Nederland |
| --------------- | --------------- | ------------- | ------ | --------------- | ----------------------------- |
| EK-kwalificatie | 2               | 0             | 0      | 2               | 0 − 5                         |
| Totaal          | 2               | 0             | 0      | 2               | 0 − 5                         |